# Västernorrlands läns trafik

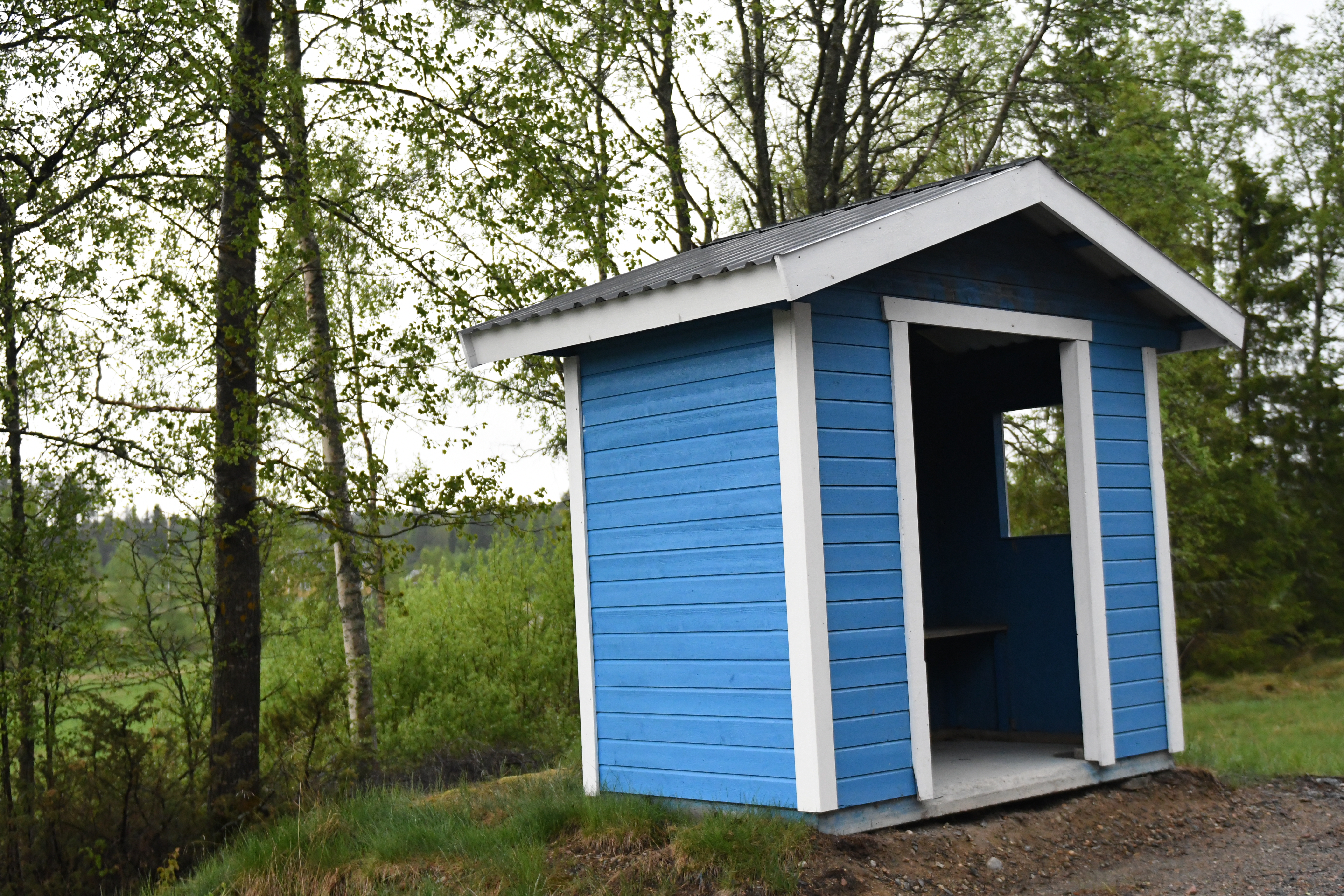
Busskur för Länstrafiken Västerbotten

Västernorrlands läns trafik Aktiebolag var Västernorrlands läns trafikhuvudman. 1 januari 2012 övertogs trafikhuvudmannaskapet av Kollektivtrafikmyndigheten i Västernorrlands län..

## Historia
1978 beslutade riksdagen att från 1 juli 1981 överlämna huvudmannaskapet till landstingen och kommunerna. I Västernorrland bildade Västernorrlands läns landsting, i mars 1980, bolaget Västernorrlands läns Trafik AB. I juni samma år gick länets 7 kommuner in som delägare till hälften av aktierna.

## Se vidare
- Kollektivtrafikmyndigheten i Västernorrlands län